# Angelo Gotti
Angelo Gotti (Villa d'Almè, 4 novembre 1921 – Cascina Como in Valle Imagna, 23 novembre 1944) è stato un operaio e partigiano italiano, Medaglia d'oro al valor militare.

## Biografia
In congedo per malattia dopo aver partecipato alla Seconda guerra mondiale, dal 1941 all'aprile 1943. Dopo l'Armistizio di Cassibile si unisce alla Resistenza, nelle file delle Brigate Fiamme Verdi.
Gli viene dato il comando di una squadra della formazione "Val Brembo", durante uno scontro a fuoco rimane ferito e viene catturato, dopo essere stato inutilmente torturato viene fucilato